# Liptál
Liptál (deutsch Lipthal, älter Liebental) ist eine Gemeinde in Tschechien. Sie liegt acht Kilometer südwestlich von Vsetín im Südosten der Hosteiner Berge in der Mährischen Walachei und gehört zum Okres Vsetín.
Liptál war im Jahre 2006 das Dorf des Jahres in Tschechien.

## Geographie
Das Dorf erstreckt sich im Tal der Rokytenka und ist von bewaldeten Bergen umgeben. Durch den Ort führt die Staatsstraße 69 zwischen Zlín und Vsetín.
Nachbarorte sind Lhota u Vsetína im Nordosten, Seninka im Südosten, Jasenná im Süden sowie Všemina im Südwesten.

## Geschichte
Erstmals erwähnt wurde der Ort in einer päpstlichen Urkunde als Luptal im Jahre 1361 bei der Schlichtung einer Streitigkeit zwischen dem Kloster Vizovice und den Herren von Sternberg. Der Ortsname stammt aus dem Deutschen und leitet sich von Liebtal oder Liebental ab. Besitzer von Liptál waren zu dieser Zeit die Kravař auf Vsetín, denen die Herren von Cimburg folgten. Seit 1506 gehörte Liptál dem Adelsgeschlecht von Kunstadt und 1614 ging es als Teil der Herrschaft Vsetín in den Besitz Albrecht von Waldsteins über. 1666 erfolgte die Errichtung der Grundherrschaft Liptál.
Im 19. Jahrhundert gehörten zum Schloss der Park, der Witwensitz, eine Mahlmühle, eine Sägemühle, Brauerei, Brennerei, Gasthaus und Schankwirtschaft. Mit der Ablösung der Patrimonialherrschaften im Jahre 1848 wurde Liptál zur selbstständigen Gemeinde.
Das Schloss befand sich seit 1930 im Besitz der Familie Brandenstein-Zeppelin, die 1945 enteignet wurde. Seither ist das Schloss Eigentum der Gemeinde.

## Sehenswürdigkeiten
- Schloss Liptál
- katholische Kirche des Erzengels Michael, erbaut 1625
- Kirche der Böhmischen Brüderkirche, 1782 als evangelische Kirche nach dem Josephinischen Toleranzedikt errichtet
- Statue des Hl. Johannes von Nepomuk

## Söhne und Töchter der Gemeinde
- Jan Kobzáň (1901–1959), tschechischer Schriftsteller